# NGC 2724
NGC 2724 је спирална галаксија у сазвежђу Рис која се налази на NGC листи објеката дубоког неба.
Деклинација објекта је + 35° 45' 45" а ректасцензија 9h 1m 1,8s. Привидна величина (магнитуда) објекта NGC 2724 износи 13,7 а фотографска магнитуда 14,4. NGC 2724 је још познат и под ознакама UGC 4726, MCG 6-20-19, CGCG 180-27, KUG 0857+359C, IRAS 08579+3557, PGC 25331.